# Çilimli
Çilimli là một huyện thuộc tỉnh Düzce, Thổ Nhĩ Kỳ. Huyện có diện tích 100 km² và dân số thời điểm năm 2007 là 16316 người, mật độ 163 người/km².